# Casa Ravanals
La casa Ravanals és un edifici de Xerta (Baix Ebre) ubicat al carrer Major nº 14 i protegit com a bé cultural d'interès local.

## Descripció
És un habitatge de planta baixa, entresol, pis principal i golfes.
La façana és de maçoneria, amb la porta d'accés de carreus d'arc de mig punt amb grans dovelles, flanquejada per dos balcons. Hi ha una cornisa a nivell del sòcol. Al primer pis hi ha quatre balcons oberts amb arcs rebaixats; els dos centrals són més alts i donen al saló de la casa. Sobre una cornisa s'obren al darrer pis les golfes on hi ha un seguit de 13 obertures en forma d'arc de mig punt amb pilastres sobre una motllura de pedra vista. La coberta està feta de teula àrab i bigues de fusta, amb un ràfec molt sortit amb mènsules de fusta amb motllures.

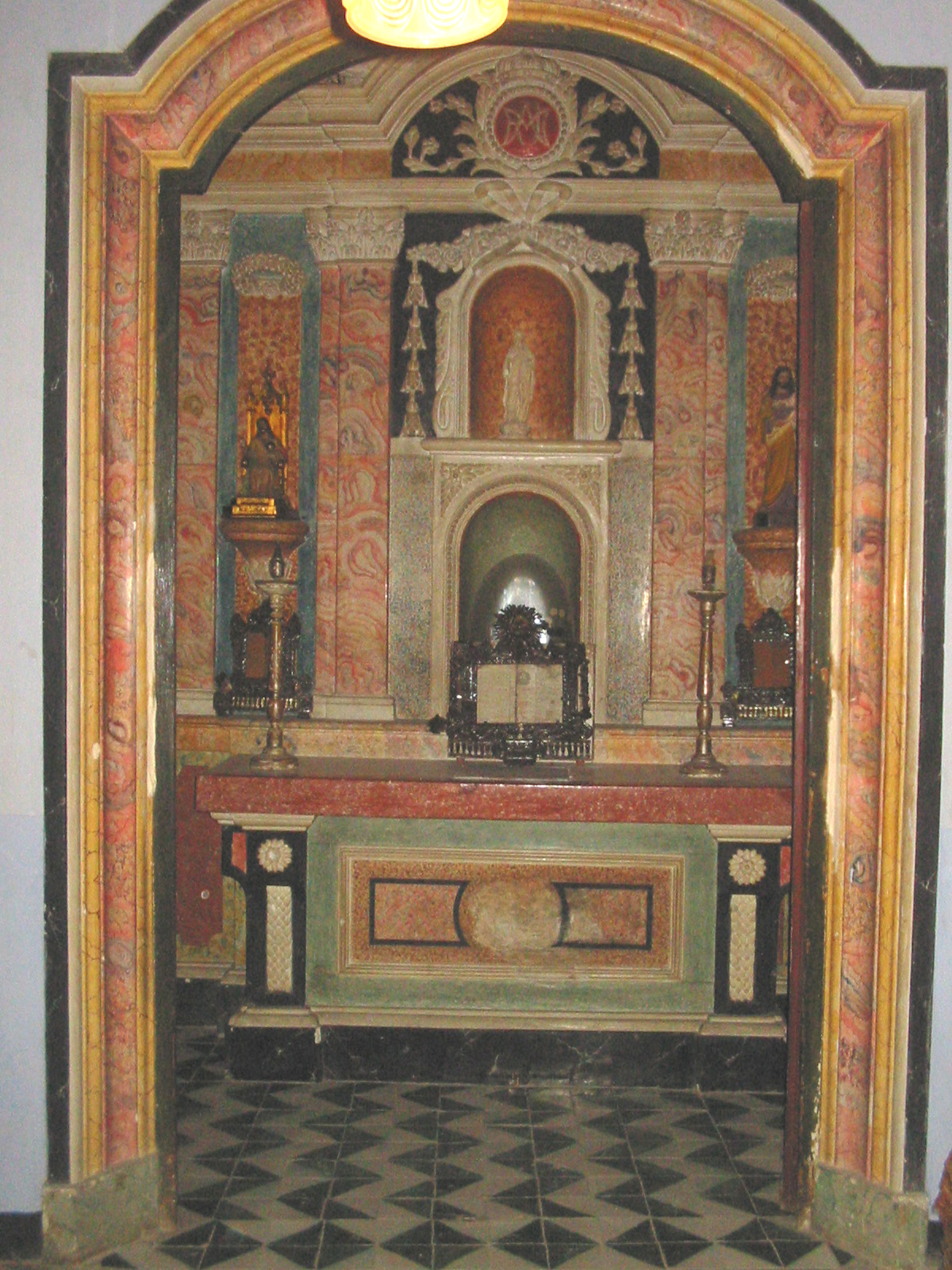
Capella-oratori de la casa (1804)

A l'entrada hi ha un gran pati interior cobert -amb paviment de pedra de riu- per on accedien els carruatges als patis posteriors i a les quadres. Des de l'entresol donen a aquest pati, dos balcons i una galeria de fusta amb grans finestrals donant-li una aparença de plaça. A l'habitatge destaquen els menjadors d'hivern i d'estiu; al primer ressalta la xemeneia de marbre amb les inicials gravades MR (Miguel Ravanals). En aquesta part de l'edifici també s'hi troba la cuina, el despatx i dos salons. Al pis principal, entre altres estances, hi ha un àmpli saló d'estil decimonònic, una capella oratori adossada al dormitori principal amb un altar de marbre jaspiat i estucats pintats en imitació que data de l'any 1804.

## Història
Va ser la casa pairal dels Ravanals, família important del lloc, lligada amb els Ravanals de Tortosa.
Al saló de la casa se celebraven reunions i festes dels burgesos del municipi. El pati de l'entrada sempre estava guarnit amb dos pins que feien tallar per tal de donar color i un característic perfum.
A l'arxiu parroquial de Xerta es conserva un inventari de béns de Joan Ravanals de l'any 1658 i ens parla de dita casa situada al carrer Major de la vila.